# Ирасемаполис
Ирасемаполис (порт. Iracemápolis)  —  муниципалитет в Бразилии, входит в штат Сан-Паулу. Составная часть мезорегиона Пирасикаба. Входит в экономико-статистический  микрорегион Лимейра. Население составляет 18 366 человек на 2006 год. Занимает площадь 115,947 км². Плотность населения — 158,4 чел./км².

## История
Город основан в 1890 году.

## Статистика
- Валовой внутренний продукт на 2003 составляет 230.271.611,00 реалов (данные: Бразильский институт географии и статистики).
- Валовой внутренний продукт на душу населения на 2003 составляет 13.484,31 реалов (данные: Бразильский институт географии и статистики).
- Индекс развития человеческого потенциала на 2000 составляет 0,828 (данные: Программа развития ООН).

## География
Климат местности: умеренный. В соответствии с классификацией Кёппена, климат относится к категории Cwa.